# Sport-Verein Werder von 1899 2015-2016
Questa voce raccoglie le informazioni riguardanti il  Sport-Verein Werder von 1899  nelle competizioni ufficiali della stagione 2015-2016.

## Stagione
Questa stagione, che vede il ritorno di Claudio Pizarro, si rivela problematica: dopo aver collezionato diverse sconfitte in campionato, tra cui alcune molto pesanti come il 6-0 contro il Wolfsburg, il Werder si ritrova nuovamente a lottare per non retrocedere. I biancoverdi ottengono comunque alcune vittorie importanti nel finale di stagione, come quella per 3-2 nel ritorno contro il Wolfsburg e quella per 6-2 contro lo Stoccarda, ma ottengono la salvezza soltanto all'ultima giornata grazie al gol di Papy Djilobodji e al caloroso supporto della tifoseria, che assicurarono la vittoria per 1-0 contro l'Eintracht Francoforte e consentirono di chiudere la difficile annata al tredicesimo posto finale in classifica.
Mirabile è invece il cammino della squadra nella Coppa di Germania: dopo aver eliminato il Colonia (1-0), il Bayer Leverkusen (3-1) e il Borussia M'gladbach (4-3), il cammino della formazione di Brema si arresta solo in semifinale, dopo una sconfitta per 2-0 nel confronto col Bayern Monaco futuro vincitore della coppa.

## Rosa
| N. |                        | Ruolo | Calciatore          |
| -- | ---------------------- | ----- | ------------------- |
| 1  | Germania (bandiera)    | P     | Raphael Wolf        |
| 2  | Argentina (bandiera)   | D     | Santiago García     |
| 3  | Senegal (bandiera)     | D     | Papy Djilobodji     |
| 4  | Spagna (bandiera)      | D     | Alejandro Gálvez    |
| 5  | Mali (bandiera)        | C     | Sambou Yatabaré     |
| 6  | Ungheria (bandiera)    | C     | László Kleinheisler |
| 7  | Danimarca (bandiera)   | D     | Jannik Vestergaard  |
| 8  | Germania (bandiera)    | D     | Clemens Fritz       |
| 9  | Stati Uniti (bandiera) | A     | Aron Jóhannsson     |
| 11 | Germania (bandiera)    | C     | Levin Öztunalı      |
| 14 | Perù (bandiera)        | A     | Claudio Pizarro     |
| 15 | Croazia (bandiera)     | D     | Mateo Pavlović      |
| 16 | Austria (bandiera)     | C     | Zlatko Junuzović    |
| 17 | Germania (bandiera)    | C     | Özkan Yıldırım      |
| 18 | Germania (bandiera)    | P     | Gerhard Tremmel     |
| 19 | Germania (bandiera)    | D     | Luca-Milan Zander   |
| 20 | Svizzera (bandiera)    | D     | Ulisses Garcia      |

| N. |                      | Ruolo | Calciatore             |
| -- | -------------------- | ----- | ---------------------- |
| 21 | Nigeria (bandiera)   | A     | Anthony Ujah           |
| 22 | Germania (bandiera)  | A     | Fin Bartels            |
| 23 | Rep. Ceca (bandiera) | D     | Theodor Gebre Selassie |
| 25 | Germania (bandiera)  | D     | Oliver Hüsing          |
| 26 | Germania (bandiera)  | C     | Julian von Haacke      |
| 27 | Austria (bandiera)   | C     | Florian Grillitsch     |
| 28 | Germania (bandiera)  | A     | Melvyn Lorenzen        |
| 29 | Germania (bandiera)  | D     | Leon Guwara            |
| 30 | Germania (bandiera)  | P     | Michael Zetterer       |
| 35 | Germania (bandiera)  | C     | Maximilian Eggestein   |
| 37 | Germania (bandiera)  | D     | Janek Sternberg        |
| 38 | Germania (bandiera)  | D     | Marnon-Thomas Busch    |
| 39 | Germania (bandiera)  | C     | Lukas Fröde            |
| 42 | Germania (bandiera)  | P     | Felix Wiedwald         |
| 43 | Germania (bandiera)  | P     | Eric Oelschlägel       |
| 44 | Germania (bandiera)  | C     | Philipp Bargfrede      |

### Staff tecnico
| Allenatore:           | Viktor Skrypnyk          |
| Vice-Allenatore:      | Damir Burić              |
| Preparatore Atletico: | Reinhard Schnittker      |
| Allenatore portieri:  | Marco Langner            |
| Medico sociale:       | Götz Dimanski            |
| Massaggiatore:        | Holger Berger            |
| Fisioterapisti:       | Sven Plagge Jürgen Tölle |
| Magazzinieri:         | Uwe Behrens Fritz Munder |

## Risultati

### Bundesliga

#### Girone di andata
| Arbitro: | Siebert |

|  |           |                                                     |
|  | Marcatori | 34’ (aut.) Selassie 68’ Choupo-Moting 85’ Huntelaar |

| Arbitro: | Stegemann |

|            |           |          |
| Stocker 5’ | Marcatori | 26’ Ujah |

| Arbitro: | Zwayer |

|                                       |           |            |
| Jóhannsson 39’ (rig.) Vestergaard 53’ | Marcatori | 45’ Stindl |

| Arbitro: | Drees |

|            |           |                             |
| Vargas 49’ | Marcatori | 45’, 90’ Junuzović 90’ Ujah |

| Arbitro: | Dankert |

|  |           |                     |
|  | Marcatori | 90’ (rig.) Hartmann |

| Arbitro: | Winkmann |

|                        |           |                |
| Wagner 31’ (rig.), 84’ | Marcatori | 19’ Jóhannsson |

| Arbitro: | Stark |

|  |           |                                  |
|  | Marcatori | 31’ Mehmedi 58’ Brandt 65’ Kampl |

| Arbitro: | Sippel |

|          |           |  |
| Sané 55’ | Marcatori |  |

| Arbitro: | Dingert |

|  |           |            |
|  | Marcatori | 23’ Müller |

| Arbitro: | Hartmann |

|          |           |                           |
| Mutō 90’ | Marcatori | 39’, 44’ Ujah 45’ Bartels |

| Arbitro: | Welz |

|          |           |                             |
| Ujah 32’ | Marcatori | 9’, 72’ Reus 44’ Mxit'aryan |

| Arbitro: | Stieler |

|                     |           |                         |
| Verhaegh 90’ (rig.) | Marcatori | 58’ Pizarro 69’ Bartels |

| Arbitro: | Sippel |

|                                                                        |           |  |
| Gálvez 11’ (aut.) Kruse 44’, 87’ Vieirinha 56’ Guilavogui 67’ Dost 78’ | Marcatori |  |

| Arbitro: | Kircher |

|          |           |                                        |
| Ujah 62’ | Marcatori | 3’ Iličević 27’ Gregoritsch 68’ Müller |

| Arbitro: | Meyer |

|          |           |          |
| Rupp 33’ | Marcatori | 71’ Ujah |

| Arbitro: | Winkmann |

|                |           |            |
| Vestergaard 4’ | Marcatori | 79’ Švento |

| Arbitro: | Stark |

|                      |           |             |
| Meier 31’ Aigner 48’ | Marcatori | 29’ Pizarro |

#### Girone di ritorno
| Arbitro: | Dingert |

|          |           |                                |
| Matip 4’ | Marcatori | 43’ Fritz 54’ Pizarro 89’ Ujah |

| Arbitro: | Dankert |

|                                     |           |                                       |
| Bartels 67’ Pizarro 75’ (rig.), 77’ | Marcatori | 29’ Darida 41’ Plattenhardt 71’ Kalou |

| Arbitro: | Stegemann |

|                                                                  |           |                    |
| Stindl 12’ Christensen 31’, 50’ Raffael 70’ (rig.) Nordtveit 87’ | Marcatori | 56’ (rig.) Pizarro |

| Arbitro: | Brand |

|                |           |              |
| Djilobodji 13’ | Marcatori | 10’ Kramarić |

| Arbitro: | Welz |

|                                  |           |  |
| Hübner 12’ Hinterseer 90’ (rig.) | Marcatori |  |

| Arbitro: | Hartmann |

|                      |           |                            |
| Ujah 33’ Pizarro 89’ | Marcatori | 44’ (rig.) Wagner 82’ Sulu |

| Arbitro: | Fritz |

|                       |           |                                         |
| Djilobodji 69’ (aut.) | Marcatori | 5’ Bartels 55’, 65’ (rig.), 84’ Pizarro |

| Arbitro: | Zwayer |

|                                                    |           |             |
| Bartels 18’ Pizarro 26’ Selassie 56’ Junuzović 67’ | Marcatori | 45’ Karaman |

| Arbitro: | Winkmann |

|                                                |           |  |
| Thiago 9’, 90’ Müller 31’, 65’ Lewandowski 86’ | Marcatori |  |

| Arbitro: | Gräfe |

|                    |           |                    |
| Pizarro 45’ (rig.) | Marcatori | 38’ Baumgartlinger |

| Arbitro: | Welz |

|                                     |           |                          |
| Aubameyang 53’ Kagawa 77’ Ramos 82’ | Marcatori | 69’ Gálvez 74’ Junuzović |

| Arbitro: | Siebert |

|                |           |                          |
| Grillitsch 43’ | Marcatori | 53’ Finnbogason 87’ Hong |

| Arbitro: | Stark |

|                                             |           |                         |
| Pizarro 32’ (rig.) Bartels 64’ Yatabaré 83’ | Marcatori | 36’ Guilavogui 86’ Dost |

| Arbitro: | Gräfe |

|                 |           |          |
| Lasogga 5’, 32’ | Marcatori | 65’ Ujah |

| Arbitro: | Brych |

|                                                                     |           |                      |
| Bartels 10’, 80’ Barba 33’ (aut.) Öztunalı 42’ Pizarro 64’ Ujah 86’ | Marcatori | 26’ Didavi 53’ Barba |

| Colonia 7 maggio 2016, ore 15:30 CEST 33ª giornata | Colonia | 0 – 0 referto | Werder Brema | RheinEnergieStadion (50 000 spett.)\| Arbitro: \| Zwayer \| |
| Arbitro:                                           | Zwayer  |               |              |                                                             |

| Arbitro: | Aytekin |

|                |           |  |
| Djilobodji 88’ | Marcatori |  |

### Coppa di Germania
| Arbitro: | Rohde |

|  |           |                        |
|  | Marcatori | 102’ Ujah 108’ Bartels |

| Arbitro: | Brych |

|          |           |  |
| Ujah 23’ | Marcatori |  |

| Arbitro: | Perl |

|                            |           |                                                    |
| Stindl 32’ Hrgota 74’, 90’ | Marcatori | 52’ Sternberg 58’ Vestergaard 75’ Pizarro 78’ Ujah |

| Arbitro: | Stark |

|                      |           |                                              |
| Hernández 22’ (rig.) | Marcatori | 31’ García 42’ (rig.) Pizarro 82’ Grillitsch |

| Arbitro: | Stieler |

|                        |           |  |
| Müller 30’, 71’ (rig.) | Marcatori |  |

## Statistiche

### Statistiche di squadra
| Competizione      | Punti | In casa | In casa | In casa | In casa | In casa | In casa | In trasferta | In trasferta | In trasferta | In trasferta | In trasferta | In trasferta | Totale | Totale | Totale | Totale | Totale | Totale | DR  |
| Competizione      | Punti | G       | V       | N       | P       | Gf      | Gs      | G            | V            | N            | P            | Gf           | Gs           | G      | V      | N      | P      | Gf     | Gs     | DR  |
| ----------------- | ----- | ------- | ------- | ------- | ------- | ------- | ------- | ------------ | ------------ | ------------ | ------------ | ------------ | ------------ | ------ | ------ | ------ | ------ | ------ | ------ | --- |
| Bundesliga        | 38    | 17      | 5       | 5       | 7       | 27      | 30      | 17           | 5            | 3            | 9            | 23           | 35           | 34     | 10     | 8      | 16     | 50     | 65     | -15 |
| Coppa di Germania | -     | 1       | 1       | 0       | 0       | 1       | 0       | 4            | 3            | 0            | 1            | 9            | 6            | 5      | 4      | 0      | 1      | 10     | 6      | +4  |
| Totale            | -     | 18      | 6       | 5       | 7       | 28      | 30      | 21           | 8            | 3            | 10           | 32           | 41           | 39     | 14     | 8      | 17     | 60     | 71     | -11 |

### Andamento in campionato
| Giornata  | 1  | 2  | 3  | 4 | 5 | 6  | 7  | 8  | 9  | 10 | 11 | 12 | 13 | 14 | 15 | 16 | 17 | 18 | 19 | 20 | 21 | 22 | 23 | 24 | 25 | 26 | 27 | 28 | 29 | 30 | 31 | 32 | 33 | 34 |
| --------- | -- | -- | -- | - | - | -- | -- | -- | -- | -- | -- | -- | -- | -- | -- | -- | -- | -- | -- | -- | -- | -- | -- | -- | -- | -- | -- | -- | -- | -- | -- | -- | -- | -- |
| Luogo     | C  | T  | C  | T | C | T  | C  | T  | C  | T  | C  | T  | T  | C  | T  | C  | T  | T  | C  | T  | C  | T  | C  | T  | C  | T  | C  | T  | C  | C  | T  | C  | T  | C  |
| Risultato | P  | N  | V  | V | P | P  | P  | P  | P  | V  | P  | V  | P  | P  | N  | N  | P  | V  | N  | P  | N  | P  | N  | V  | V  | P  | N  | P  | P  | V  | P  | V  | N  | V  |
| Posizione | 16 | 15 | 11 | 6 | 9 | 13 | 13 | 14 | 16 | 14 | 16 | 14 | 14 | 15 | 15 | 14 | 16 | 16 | 16 | 16 | 16 | 16 | 16 | 15 | 13 | 15 | 14 | 15 | 16 | 16 | 16 | 15 | 16 | 13 |

Legenda:

Luogo: C = Casa; T = Trasferta. Risultato: V = Vittoria; N = Pareggio; P = Sconfitta.

### Statistiche dei giocatori
| Giocatore            | Bundesliga | Bundesliga | Bundesliga  | Bundesliga | Coppa di Germania | Coppa di Germania | Coppa di Germania | Coppa di Germania | Totale   | Totale | Totale      | Totale     |
| Giocatore            | Presenze   | Reti       | Ammonizioni | Espulsioni | Presenze          | Reti              | Ammonizioni       | Espulsioni        | Presenze | Reti   | Ammonizioni | Espulsioni |
| -------------------- | ---------- | ---------- | ----------- | ---------- | ----------------- | ----------------- | ----------------- | ----------------- | -------- | ------ | ----------- | ---------- |
| E. Oelschlägel       | -          | -          | -           | -          | -                 | -                 | -                 | -                 | -        | -      | -           | -          |
| G. Tremmel           | -          | -          | -           | -          | -                 | -                 | -                 | -                 | -        | -      | -           | -          |
| F. Wiedwald          | 34         | 0          | 4           | 0          | 5                 | 0                 | 0                 | 0                 | 39       | 0      | 4           | 0          |
| R. Wolf              | -          | -          | -           | -          | -                 | -                 | -                 | -                 | -        | -      | -           | -          |
| M. Zetterer          | -          | -          | -           | -          | -                 | -                 | -                 | -                 | -        | -      | -           | -          |
| M. Busch             | -          | -          | -           | -          | -                 | -                 | -                 | -                 | -        | -      | -           | -          |
| P. Djilobodji        | 14         | 2          | 6           | 0          | 2                 | 0                 | 0                 | 0                 | 16       | 2      | 6           | 0          |
| C. Fritz             | 29         | 1          | 13          | 0          | 4                 | 0                 | 1                 | 0                 | 33       | 1      | 14          | 0          |
| Gálvez               | 21         | 1          | 3           | 0          | 3                 | 0                 | 2                 | 0                 | 24       | 1      | 5           | 0          |
| S. García            | 29         | 0          | 9           | 0          | 2                 | 1                 | 1                 | 0                 | 31       | 1      | 10          | 0          |
| T. Selassie          | 33         | 1          | 5           | 0          | 5                 | 0                 | 0                 | 0                 | 38       | 1      | 5           | 0          |
| L. Guwara            | 1          | 0          | 0           | 0          | 1                 | 0                 | 0                 | 0                 | 2        | 0      | 0           | 0          |
| O. Hüsing            | 1          | 0          | 0           | 0          | -                 | -                 | -                 | -                 | 1        | 0      | 0           | 0          |
| M. Pavlović          | -          | -          | -           | -          | -                 | -                 | -                 | -                 | -        | -      | -           | -          |
| J. Sternberg         | 9          | 0          | 2           | 0          | 4                 | 1                 | 0                 | 0                 | 13       | 1      | 2           | 0          |
| M. Veljković         | 3          | 0          | 0           | 0          | 1                 | 0                 | 0                 | 0                 | 4        | 0      | 0           | 0          |
| J. Vestergaard       | 33         | 2          | 2           | 0          | 5                 | 1                 | 0                 | 0                 | 38       | 3      | 2           | 0          |
| L. Zander            | 2          | 0          | 0           | 0          | -                 | -                 | -                 | -                 | 2        | 0      | 0           | 0          |
| P. Bargfrede         | 14         | 0          | 3           | 1          | 3                 | 0                 | 1                 | 0                 | 17       | 0      | 4           | 1          |
| F. Bartels           | 30         | 8          | 5           | 1          | 4                 | 1                 | 0                 | 0                 | 34       | 9      | 5           | 1          |
| M. Eggestein         | 7          | 0          | 0           | 0          | 1                 | 0                 | 0                 | 0                 | 8        | 0      | 0           | 0          |
| L. Fröde             | 8          | 0          | 0           | 0          | 1                 | 0                 | 0                 | 0                 | 9        | 0      | 0           | 0          |
| U. Garcia            | 11         | 0          | 3           | 0          | 2                 | 0                 | 1                 | 0                 | 13       | 0      | 4           | 0          |
| F. Grillitsch        | 25         | 1          | 3           | 0          | 5                 | 1                 | 0                 | 0                 | 30       | 2      | 3           | 0          |
| M. Hilßner           | 1          | 0          | 0           | 0          | -                 | -                 | -                 | -                 | 1        | 0      | 0           | 0          |
| Z. Junuzović         | 30         | 4          | 6           | 0          | 3                 | 0                 | 0                 | 0                 | 33       | 4      | 6           | 0          |
| L. Kleinheisler      | 6          | 0          | 0           | 0          | 1                 | 0                 | 0                 | 0                 | 7        | 0      | 0           | 0          |
| L. Öztunalı          | 25         | 1          | 2           | 0          | 4                 | 0                 | 0                 | 0                 | 29       | 1      | 2           | 0          |
| J. Haacke            | -          | -          | -           | -          | -                 | -                 | -                 | -                 | -        | -      | -           | -          |
| S. Yatabaré          | 8          | 1          | 3           | 0          | 1                 | 0                 | 0                 | 0                 | 9        | 1      | 3           | 0          |
| Ö. Yıldırım          | 1          | 0          | 0           | 0          | -                 | -                 | -                 | -                 | 1        | 0      | 0           | 0          |
| A. Jóhannsson        | 6          | 2          | 0           | 0          | -                 | -                 | -                 | -                 | 6        | 2      | 0           | 0          |
| M. Lorenzen          | 9          | 0          | 0           | 0          | -                 | -                 | -                 | -                 | 9        | 0      | 0           | 0          |
| C. Pizarro           | 28         | 14         | 3           | 0          | 4                 | 2                 | 0                 | 0                 | 32       | 16     | 3           | 0          |
| A. Ujah              | 32         | 11         | 2           | 0          | 5                 | 3                 | 1                 | 0                 | 37       | 14     | 3           | 0          |
| F. Kroos             | 8          | 0          | 0           | 0          | 1                 | 0                 | 0                 | 0                 | 9        | 0      | 0           | 0          |
| A. Lukimya-Mulongoti | 12         | 0          | 3           | 0          | 3                 | 0                 | 0                 | 0                 | 15       | 0      | 3           | 0          |